# Let the Music Do the Talking
Albums de The Joe Perry Project
I've Got The Rock'N'Rolls Again
(1981)
Singles
Let the Music Do the Talking est le premier des trois albums que Joe Perry enregistra avec The Joe Perry Project, lors de sa séparation avec Aerosmith, entre 1980 et 1984. Il est sorti en mars 1980 sur le label Columbia Records et a été produit par Joe Perry et Jack Douglas.

## Historique
Cet album fut enregistré aux studios The Werehouse de Waltham, Massachusetts et Hit Factory à New York. Il se classa à la 47e place du Billboard 200 et sera aussi l'album solo de Perry qui rencontra le plus gros succès, en se vendant approximativement à 250 000 exemplaires aux États-Unis.
Le titre qui donne le nom à cet album sera repris en 1985 sur l'album de reformation d'Aerosmith, Done With Mirrors.

## Liste des titres
| No | Titre                        | Auteur                 | Chant          | Durée |
| -- | ---------------------------- | ---------------------- | -------------- | ----- |
| 1. | Let the Music Do the Talking | Joe Perry              | Ralph Morman   | 4:42  |
| 2. | Conflict of Interest         | Perry                  | Perry & Morman | 4:43  |
| 3. | Discount Dogs                | Perry / Morman         | Morman         | 3:42  |
| 4. | Shooting Star                | Perry                  | Perry          | 3:39  |
| 5. | Break Song                   | Perry / Hull / Stewart | Instrumental   | 2:06  |
| 6. | Rockin' Train                | Perry / Morman         | Morman         | 6:02  |
| 7. | The Mist Is Rising           | Perry                  | Perry          | 6:30  |
| 8. | Ready On the Firing Line     | Perry                  | Marmon         | 3:54  |
| 9. | Life at a Glance             | Perry                  | Perry & Morman | 2:41  |

## Composition du groupe pour l'enregistrement
The Project :
- Joe Perry: guitares, chant, synthétiseur basse sur Let the Music Do the Talking, percussions
- Ralph Morman : chant
- David Hull : basse, synthétiseur basse sur Ready On the Firing Line, chœurs
- Ronnie Stewart : batterie, percussions

## Classement musical
| Pays       | Durée du classement | Meilleur classement | Date        |
| ---------- | ------------------- | ------------------- | ----------- |
| États-Unis | 13 semaines         | 47e                 | 24 mai 1980 |